# Régis de L'Estourbeillon
Régis-Marie-Joseph, marquis de L'Estourbeillon de La Garnache, plus connu sous le nom de convenance Régis de L'Estourbeillon, né le 10 février 1858 à Nantes et mort le 4 septembre 1946 au château de Penhoët, à Avessac (Loire-Atlantique), est un homme politique français, fondateur de l'Union régionaliste bretonne.

## Biographie
Régis est le fils d'Amand Marie Gabriel de L'Estourbeillon et de Marie Caroline Pépin de Belle-Isle (descendante de l'amiral Julien Pépin de Belle-Isle). Il épouse Anaïs Marie Thérèse Le Bourg puis  Marie Rozenn Riou.
Il est à l'origine de la création de l'Union régionaliste bretonne en 1898 et en assume la présidence pendant une quarantaine d'années. Fondateur de la Revue historique de l'Ouest, il dirige la Revue de Bretagne avec le comte René de Laigue. Élu en 1898 député royaliste du Morbihan, il siège alors dans le groupe parlementaire antijuif, présidé par Édouard Drumont,. Réélu jusqu'en 1919, il devient ensuite l'un des membres les plus actifs de l'Action libérale, groupe qu'il rejoint avec ses collègues du groupe antisémite Jules Delpech-Cantaloup et le député d'Alger Charles-François Marchal. En 1909, alors député de la première circonscription de Vannes, il conduit la délégation chargée de réclamer au ministre de l'Instruction Publique Gaston Doumergue, l'enseignement de la langue bretonne dans les lycées et collèges de Bretagne. Le ministre oppose un franc refus à la délégation en prétendant que « l'enseignement du breton favoriserait les tendances séparatistes ».
Il participe à la Première Guerre mondiale comme engagé volontaire (il avait 56 ans). Il obtient plusieurs décorations : chevalier de la Légion d'honneur et croix de guerre 1914-1918.
Il rédige une déclaration publiée par La Libre Parole de Drumont où il demande l'enseignement de la langue bretonne le 31 janvier 1919. Il fait partie du mouvement artistique breton Seiz Breur.
En novembre 1940, il fait remettre au maréchal Pétain un exposé des « revendications légitimes de la province de Bretagne », demandant, dans une Bretagne reconstituée à cinq départements, une assemblée provinciale et des fonctionnaires d'origine bretonne, revendications auxquelles le gouvernement centralisateur de Vichy ne donnera pas droit, malgré la promesse du maréchal de reconstitution de la province. Il est membre du comité consultatif de Bretagne de 1942 à 1944.
Le 11 octobre 1942, le marquis Régis de L'Estourbeillon reçoit la francisque du régime Vichy en l'honneur de ses 40 années de présidence de l'Union régionaliste bretonne.

## Publications
- La Noblesse de Bretagne: notices historiques et généalogiques (avec Pitre de Lisle du Dréneuc, 1891)
- Le Droit des langues et la liberté des peuples. Saint-Brieuc, 1919

Publication de petites plaquettes :
- L'Âme de la Bretagne, ses légitimes revendications, rapport présenté au congrès de l'A.N.O. le samedi 20 mai 1933
- La Nation bretonne - Conférence sur l'histoire de Bretagne - 8 septembre 1924
- Nominoë, père de la patrie - Rennes MCMXII
- Les Frairies de la paroisse de Macerac - Nantes 1883
- Pour nos costumes nationaux, la presse seule peut les sauver - Hoël Broërec'h[7] - édité par l'Union régionaliste bretonne.

Ces différentes publications peuvent être consultées à l'APPHR de Redon (Association pour la Protection du Patrimoine Redonnais)